# Melarhaphe
Melarhaphe is een geslacht van weekdieren uit de klasse van de Gastropoda (slakken).

## Soort
- Melarhaphe neritoides (Linnaeus, 1758)